# Campeonato Neerlandés de Fútbol 1937-38
El Campeonato Neerlandés de Fútbol 1937/38 fue la 50.ª edición del campeonato de fútbol de los Países Bajos. Participaron 51 equipos divididos en cinco divisiones. El campeón nacional sería determinado por un grupo final formado con los ganadores de las divisiones de fútbol del este, norte, sur y dos del oeste. Feijenoord ganó el campeonato de este año.

## Nuevos participantes
Eerste Klasse Este:
- Promovido desde la 2ª división: HVV Hengelo

Eerste Klasse Norte:
- Promovido desde la 2ª división: SC Heerenveen

Eerste Klasse Sur:
- Promovido desde la 2ª división: Willem II

Eerste Klasse Oeste-I:
- Trasladado desde Oeste-II: DWS, KFC, Sparta Rotterdam VSV y VUC
- Promovido desde la 2ª división: RFC Rotterdam

Eerste Klasse Oeste-II:
- Trasladado desde Oeste-I: Blauw-Wit Amsterdam, CVV Mercurius, DHC Delft, Stormvogels y Xerxes
- Promovido desde la 2ª división: HVV 't Gooi

## Divisiones

### Eerste Klasse Este
| Pos | Equipo          | PJ | PG | PE | PP | GF | GC | Pts | DG  | Notas                                     |
| --- | --------------- | -- | -- | -- | -- | -- | -- | --- | --- | ----------------------------------------- |
| 1   | Heracles        | 18 | 12 | 2  | 4  | 44 | 20 | 26  | +24 | Clasificado al grupo final por el título. |
| 2   | Go Ahead        | 18 | 10 | 4  | 4  | 42 | 28 | 24  | +14 |                                           |
| 3   | HVV Tubantia    | 18 | 10 | 4  | 4  | 40 | 31 | 24  | +9  |                                           |
| 4   | SC Enschede     | 18 | 8  | 5  | 5  | 43 | 31 | 21  | +12 |                                           |
| 5   | AGOVV Apeldoorn | 18 | 7  | 6  | 5  | 31 | 24 | 20  | +7  |                                           |
| 6   | FC Wageningen   | 18 | 7  | 4  | 7  | 42 | 38 | 18  | +4  |                                           |
| 7   | ZAC             | 18 | 7  | 1  | 10 | 27 | 36 | 15  | -9  |                                           |
| 8   | NEC Nijmegen    | 18 | 5  | 2  | 11 | 29 | 45 | 12  | -16 |                                           |
| 9   | HVV Hengelo     | 18 | 2  | 7  | 9  | 23 | 43 | 11  | -20 |                                           |
| 10  | PEC Zwolle      | 18 | 3  | 3  | 12 | 20 | 45 | 9   | -25 | Descendido a la segunda división.         |

PJ = Partidos jugados; PG = Partidos ganados; PE = Partidos empatados; PP = Partidos perdidos; GF = Goles a favor; GC = Goles en contra; Pts = Puntos; DG = Diferencia de goles

### Eerste Klasse Norte
| Pos | Equipo          | PJ | PG | PE | PP | GF | GC | Pts | DG  | Notas                                     |
| --- | --------------- | -- | -- | -- | -- | -- | -- | --- | --- | ----------------------------------------- |
| 1   | Be Quick 1887   | 18 | 12 | 3  | 3  | 51 | 24 | 27  | +27 | Clasificado al grupo final por el título. |
| 2   | GVAV Rapiditas  | 18 | 10 | 6  | 2  | 56 | 23 | 26  | +33 |                                           |
| 3   | Veendam         | 18 | 9  | 4  | 5  | 46 | 25 | 22  | +21 |                                           |
| 4   | Achilles 1894   | 18 | 7  | 5  | 6  | 41 | 38 | 19  | +3  |                                           |
| 5   | HSC             | 18 | 9  | 0  | 9  | 33 | 47 | 18  | -14 |                                           |
| 6   | VV Leeuwarden   | 18 | 5  | 7  | 6  | 40 | 37 | 17  | +3  |                                           |
| 7   | Velocitas 1897  | 18 | 6  | 4  | 8  | 22 | 26 | 16  | -4  |                                           |
| 8   | Sneek Wit Zwart | 18 | 6  | 3  | 9  | 23 | 43 | 15  | -20 |                                           |
| 9   | sc Heerenveen   | 18 | 4  | 4  | 10 | 34 | 58 | 12  | -24 |                                           |
| 10  | VV Hoogezand    | 18 | 3  | 2  | 13 | 21 | 46 | 8   | -25 | Descendido a la segunda división.         |

PJ = Partidos jugados; PG = Partidos ganados; PE = Partidos empatados; PP = Partidos perdidos; GF = Goles a favor; GC = Goles en contra; Pts = Puntos; DG = Diferencia de goles

### Eerste Klasse Sur
| Pos | Equipo         | PJ | PG | PE | PP | GF | GC | Pts | DG  | Notas                                     |
| --- | -------------- | -- | -- | -- | -- | -- | -- | --- | --- | ----------------------------------------- |
| 1   | PSV Eindhoven  | 20 | 13 | 3  | 4  | 59 | 25 | 29  | +34 | Clasificado al grupo final por el título. |
| 2   | NAC            | 20 | 12 | 3  | 5  | 49 | 29 | 27  | +20 |                                           |
| 3   | Juliana        | 20 | 11 | 3  | 6  | 47 | 41 | 25  | +6  |                                           |
| 4   | BVV Den Bosch  | 20 | 10 | 3  | 7  | 50 | 42 | 23  | +8  |                                           |
| 5   | LONGA          | 20 | 9  | 5  | 6  | 35 | 32 | 23  | +3  |                                           |
| 6   | FC Eindhoven   | 20 | 8  | 4  | 8  | 43 | 37 | 20  | +6  |                                           |
| 7   | RFC Roermond   | 20 | 8  | 2  | 10 | 41 | 45 | 18  | -4  |                                           |
| 8   | Willem II      | 20 | 7  | 3  | 10 | 37 | 50 | 17  | -13 |                                           |
| 9   | MVV Maastricht | 20 | 6  | 4  | 10 | 37 | 56 | 16  | -19 |                                           |
| 10  | NOAD           | 20 | 6  | 1  | 13 | 39 | 57 | 13  | -18 |                                           |
| 11  | Bleijerheide   | 20 | 3  | 3  | 14 | 28 | 51 | 9   | -23 |                                           |

PJ = Partidos jugados; PG = Partidos ganados; PE = Partidos empatados; PP = Partidos perdidos; GF = Goles a favor; GC = Goles en contra; Pts = Puntos; DG = Diferencia de goles

### Eerste Klasse Oeste-I
| Pos | Equipo           | PJ | PG | PE | PP | GF | GC | Pts | DG  | Notas                                     |
| --- | ---------------- | -- | -- | -- | -- | -- | -- | --- | --- | ----------------------------------------- |
| 1   | DWS              | 18 | 13 | 2  | 3  | 44 | 23 | 28  | +19 | Clasificado al grupo final por el título. |
| 2   | AFC Ajax         | 18 | 12 | 3  | 3  | 62 | 20 | 27  | +42 | [Oeste-II]                                |
| 3   | KFC              | 18 | 7  | 4  | 7  | 31 | 29 | 18  | +2  |                                           |
| 4   | RFC Rotterdam    | 18 | 9  | 0  | 9  | 48 | 48 | 18  | 0   | [Oeste-II]                                |
| 5   | ADO Den Haag     | 18 | 7  | 4  | 7  | 32 | 37 | 18  | -5  |                                           |
| 6   | VSV              | 18 | 7  | 3  | 8  | 56 | 56 | 17  | 0   | [Oeste-II]                                |
| 7   | VUC              | 18 | 6  | 4  | 8  | 45 | 39 | 16  | +6  | [Oeste-II]                                |
| 8   | DFC              | 18 | 6  | 4  | 8  | 25 | 45 | 16  | -20 | [Oeste-II]                                |
| 9   | Sparta Rotterdam | 18 | 4  | 4  | 10 | 24 | 32 | 12  | -8  |                                           |
| 10  | SBV Excelsior    | 18 | 3  | 4  | 11 | 17 | 55 | 10  | -38 | Descendido a la segunda división.         |

PJ = Partidos jugados; PG = Partidos ganados; PE = Partidos empatados; PP = Partidos perdidos; GF = Goles a favor; GC = Goles en contra; Pts = Puntos; DG = Diferencia de goles
[Oeste-II] Equipos trasladados a la división Oeste-II para la próxima temporada.

### Eerste Klasse Oeste-II
| Pos | Equipo              | PJ | PG | PE | PP | GF | GC | Pts | DG  | Notas                                     |
| --- | ------------------- | -- | -- | -- | -- | -- | -- | --- | --- | ----------------------------------------- |
| 1   | Feijenoord          | 18 | 13 | 1  | 4  | 50 | 20 | 27  | +30 | Clasificado al grupo final por el título. |
| 2   | HFC Haarlem         | 18 | 12 | 2  | 4  | 52 | 37 | 26  | +15 |                                           |
| 3   | Xerxes              | 18 | 8  | 4  | 6  | 63 | 39 | 20  | +24 | [Oeste-I]                                 |
| 4   | Blauw-Wit Amsterdam | 18 | 9  | 2  | 7  | 44 | 40 | 20  | +4  | [Oeste-I]                                 |
| 5   | CVV Mercurius       | 18 | 8  | 3  | 7  | 32 | 27 | 19  | +5  |                                           |
| 6   | HVV 't Gooi         | 18 | 8  | 3  | 7  | 32 | 34 | 19  | -2  | [Oeste-I]                                 |
| 7   | Stormvogels         | 18 | 8  | 2  | 8  | 37 | 43 | 18  | -6  | [Oeste-I]                                 |
| 8   | HBS Craeyenhout     | 18 | 5  | 4  | 9  | 42 | 53 | 14  | -11 | [Oeste-I]                                 |
| 9   | DHC Delft           | 18 | 2  | 5  | 11 | 34 | 67 | 9   | -33 |                                           |
| 10  | Hermes DVS          | 18 | 3  | 2  | 13 | 31 | 57 | 8   | -26 | [Oeste-I]                                 |

PJ = Partidos jugados; PG = Partidos ganados; PE = Partidos empatados; PP = Partidos perdidos; GF = Goles a favor; GC = Goles en contra; Pts = Puntos; DG = Diferencia de goles
[Oeste-I] Equipos trasladados a la división Oeste-I para la próxima temporada.

### Grupo final por el campeonato
| Pos | Equipo        | PJ | PG | PE | PP | GF | GC | Pts | DG  |
| --- | ------------- | -- | -- | -- | -- | -- | -- | --- | --- |
| 1   | Feijenoord    | 8  | 6  | 2  | 0  | 20 | 7  | 14  | +13 |
| 2   | Heracles      | 8  | 6  | 0  | 2  | 21 | 11 | 12  | +10 |
| 3   | DWS           | 8  | 2  | 3  | 3  | 11 | 9  | 7   | +2  |
| 4   | Be Quick 1887 | 8  | 2  | 1  | 5  | 13 | 21 | 5   | -8  |
| 5   | PSV Eindhoven | 8  | 0  | 2  | 6  | 8  | 25 | 2   | -17 |

PJ = Partidos jugados; PG = Partidos ganados; PE = Partidos empatados; PP = Partidos perdidos; GF = Goles a favor; GC = Goles en contra; Pts = Puntos; DG = Diferencia de goles
|                               |
| Campeón Feijenoord 4.° título |